# Lista de filmes portugueses de 1985
Lista de filmes portugueses de longa-metragem lançados comercialmente em Portugal em 1985, nas salas de cinema.
Notas: Na secção coprodução, passando o cursor sobre a bandeira aparecerá o nome do país correspondente.
| # | Filme                 | Realização                      | Género          | Estreia        | Coprodução |
| - | --------------------- | ------------------------------- | --------------- | -------------- | ---------- |
| 1 | Ana                   | António Reis Margarida Cordeiro | Docuficção      | 6 de maio      | —          |
| 2 | Ninguém Duas Vezes    | Jorge Silva Melo                | Drama, mistério | 25 de abril    | —          |
| 3 | A Noite e a Madrugada | Artur Ramos                     | Drama           | 26 de abril    | —          |
| 4 | O Nosso Futebol       | Ricardo Costa                   | Documentário    | 10 de dezembro | —          |